# Petz Countryside
Petz Countryside (Oshare de Kawaii! Koinu to Asobo! Machi-Hen) est un jeu vidéo de gestion sorti le 14 octobre 2014 sur Nintendo 3DS. Le jeu est développé et édité par Ubisoft. Le joueur contrôle différents animaux dans le but de les éduquer et de les apprivoiser. Ce jeu appartient à la série Petz.

## Système de jeu
Dans Petz Countryside, le joueur peut accomplir des quêtes, rencontrer de nouveaux villageois, explorer et développer leur communauté. Il dispose d'une végétation luxuriante de champs verts et exotique. Le jeu propose durant l'aventure d'interagir avec 28 races de chiens, 6 races de chats, et plus de 200 objets de collection dans le jeu ou d'autres animaux.
Le joueur enseigne à ses animaux de compagnie différents tours ou exercices grâce au système de reconnaissance vocale. Il peut aussi participer à des quêtes ou des évènements aléatoires et de s'entraîner avec une variété de compétences. Il existe des moyens pour personnaliser son propre Petz avec des tenues uniques. À force d'avancer dans la partie, le joueur débloque de nombreuses récompenses telles que des nouveaux bâtiments, comme des boutiques et un parc pour enfants. Enfin, il peut aussi aider les villageois et leurs animaux dans des missions passionnantes ou il a éventuellement la possibilité de participer à la fête annuelle d'Halloween ou de prendre son Petz pour rechercher bague perdue d'un voisin.
Les multiples fonctionnalités en ligne permettent au joueur d'échanger des objets et des photos exclusives avec ses amis à travers des jeux ou de recueillir des faits amusants à partir de l'Encyclopédie Britannica sur les animaux, les plantes et les insectes.